# Alexander Noble Hall
Alexander Noble Hall, detto Sandy (Aberdeen, 3 dicembre 1880 – Toronto, 25 settembre 1943), è stato un calciatore scozzese naturalizzato canadese, di ruolo attaccante.

## Carriera
È stato campione olimpico al 2º torneo olimpico di calcio del 1904 svoltosi a St. Louis, vincendo l'oro con il Galt FC (Ontario, Canada), e fu insieme al connazionale Thomas Sylvester Taylor il capocannoniere del torneo.